# طوطی‌کاکلی سلیمان
طوطی‌کاکلی سلیمان(نام علمی: Cacatua ducorpsii) نام یک گونه از سرده طوطی‌کاکلی‌های سفید است.